# Foutpositief en foutnegatief
Een foutpositief of valspositief testresultaat is een uitkomst van een test/experiment die ten onrechte positief is. Analoog is een foutnegatief of valsnegatief resultaat: een uitkomst van een test die ten onrechte negatief is. Beide soorten uitslagen komen niet overeen met de werkelijkheid.
Als getest wordt of iemand een bepaalde ziekte heeft en de test geeft een bevestigende (positieve) uitslag terwijl de ziekte in werkelijkheid niet aanwezig is, dan is de uitslag van de test foutpositief. In het geval van een statistische toets is dit een fout van de eerste soort of fout van type I.
Geeft de test aan dat de persoon de ziekte niet zou hebben (negatief) terwijl de ziekte in werkelijkheid wel aanwezig is, dan is de uitslag van de test foutnegatief. Bij een statistische toets is dit een fout van de tweede soort of fout van type II.
Het streven is altijd om het aantal/percentage foutpositieven en foutnegatieven zo laag mogelijk te houden. In de regel is het echter zo dat als men een test gevoeliger maakt (hogere sensitiviteit), deze minder foutnegatieven zal opleveren maar meer foutpositieven. Als men de test minder gevoelig maakt, zal het omgekeerde gebeuren.
|               | Conditie aanwezig              | Conditie afwezig                   |
| ------------- | ------------------------------ | ---------------------------------- |
| Test positief | Echt positieven, terecht alarm | Foutpositief, loos alarm           |
| Test negatief | Foutnegatief, gemiste gevallen | Echt negatieven, terecht verworpen |